# Благовещенский, Алексей Сергеевич
Алексе́й Серге́евич Благове́щенский (5 [18] октября 1909; город Брест-Литовск Гродненской губернии Российской империи, ныне город Брест, Белоруссия — 25 мая 1994; город Москва) — Герой Советского Союза (14 ноября 1938), генерал-лейтенант авиации (30.04.1943), лётчик-испытатель 1-го класса (1950).

## Биография
Родился 5 (18) октября 1909 года в городе Брест-Литовск (ныне — город Брест, Белоруссия). Белорус. С 1914 года жил в Курске. В 1927 году окончил Курский промышленно-экономический техникум.
В армии с апреля 1927 года. В 1928 году окончил Ленинградскую военно-теоретическую школу ВВС, в 1929 году — Борисоглебскую военную авиационную школу лётчиков. Служил в строевых частях ВВС (в Брянске), с 1933 года — в авиации Тихоокеанского флота.
С сентября по декабрь 1937 года — лётчик-испытатель Научно-испытательного института ВВС. Провёл ряд испытательных работ на истребителях И-5, И-15 и И-16.
С декабря 1937 года по август 1938 года участвовал в боях с японскими захватчиками в Китае. Был командиром истребительной авиаэскадрильи, затем — командиром истребительной авиагруппы. Совершил 73 боевых вылета на истребителе И-16, в 11 воздушных боях сбил лично 7 и в составе группы 16 самолётов противника.

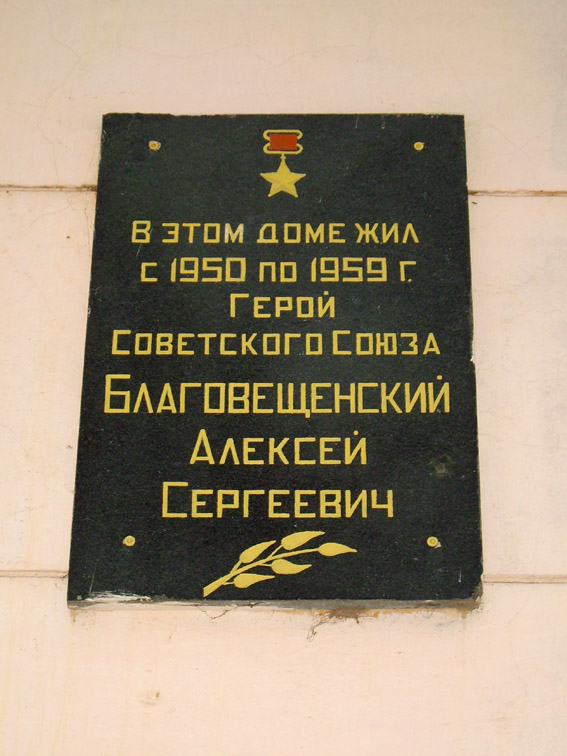
Мемориальная доска в посёлке Чкаловский на доме, в котором жил А. С. Благовещенский

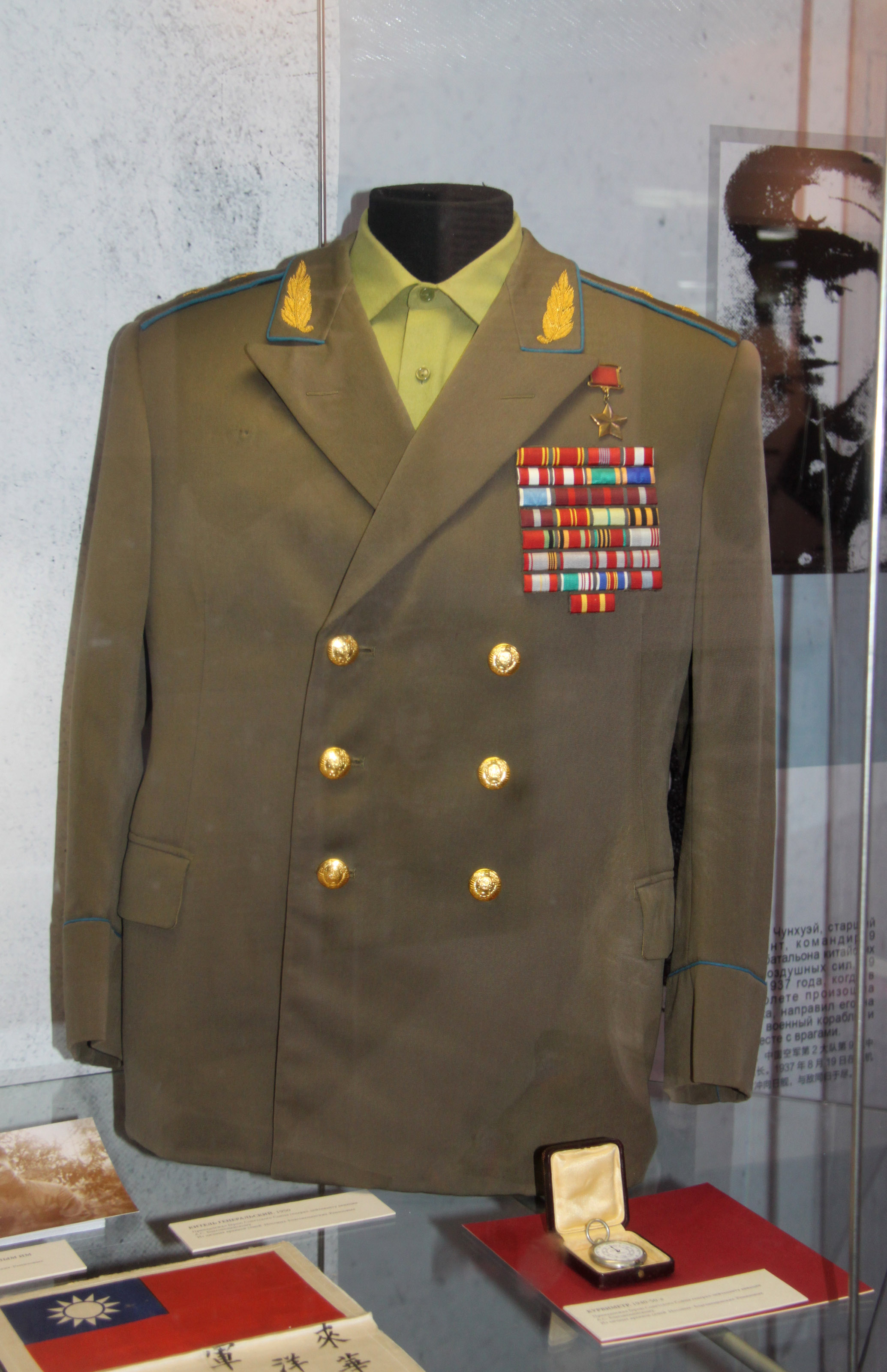
Китель А. С. Благовещенского в Центральном музее Великой Отечественной войны

С октября 1938 года по январь 1939 года — вновь на лётно-испытательной работе в Научно-испытательном институте ВВС. Провёл ряд испытательных работ на истребителях И-153 и И-16.
В 1939 году окончил Курсы усовершенствования командного состава при Военной академии Генштаба. Командовал 54-й истребительной авиабригадой (в Ленинградском военном округе).
Участник советско-финляндской войны 1939—1940 годов в должности командира 54-й истребительной авиационной бригады. На первом этапе войны бригада отвечала за прикрытие Ленинграда от атак финской авиации, затем частью сил была перенаправлена на поддержку действий наземных войск на линии фронта. Совершил 39 боевых вылетов на истребителе И-16, участвовал в 3 воздушных боях.
С апреля 1940 года командовал 60-й истребительной авиационной бригадой, с августа того же года — командир 27-й истребительной авиационной дивизии (в Закавказском военном округе). С января 1941 года — заместитель командующего ВВС Дальневосточного фронта. Комбриг (4.05.1940), генерал-майор авиации (4.06.1940).
Участник Великой Отечественной войны: в октябре 1942-феврале 1945 — командир 2-го истребительного авиационного корпуса. Корпус под его командованием сражался на Калининском, Волховском, Западном, Брянском, 1-м Прибалтийском, 3-м Белорусском и 1-м Украинском фронтах. Участвовал в Великолукской операции, прорыве блокады Ленинграда, Ржевско-Вяземской и Орловской операциях, освобождении Белоруссии и Литвы, в Висло-Одерской операции. 9 февраля 1945 года был тяжело ранен (подорвался на мине) на аэродроме города Любин (Польша). До мая 1945 года находился на излечении в госпитале. За время войны совершил 48 боевых вылетов для оценки воздушной обстановки, участвовал в 3 воздушных боях.
В 1945—1947 — начальник Высшей офицерской школы воздушного боя (в городе Люберцы). В 1947—1949 — помощник командующего 7-й (с февраля 1949 года — 62-й) воздушной армией ПВО по строевой части (Бакинский округ ПВО).
В 1949—1952 — начальник Управления испытаний самолётов Государственного Краснознамённого научно-испытательного института (ГК НИИ ВВС), с апреля 1952 года по июль 1959 года — начальник ГК НИИ ВВС. Принимал участие в государственных испытаниях различных самолётов, в том числе реактивных истребителей Ла-15, МиГ-15, МиГ-15УТИ, МиГ-17, МиГ-19, СМ-12, СМ-50, реактивного разведчика Як-25Р, пассажирского самолёта Ил-18. Весной 1951 года прибыл во главе группы лётчиков-испытателей в части 64-го истребительного авиационного корпуса с задачей в ходе боевых действий в Северной Корее захватить новейший американский истребитель F-86 Сейбр. Однако выполнить это задание не удалось и вскоре группа была расформирована.
С апреля 1960 года генерал-лейтенант авиации А. С. Благовещенский — в запасе. Работал в ОКБ А. Н. Туполева: заместителем начальника (1962—1965), начальником лётно-испытательной базы (1965—1975), заместителем главного конструктора (1975—1983), ведущим конструктором (1984—1985).
Жил в посёлке Чкаловский (ныне — в черте города Щёлково) Московской области, затем — в Москве. Умер 25 мая 1994 года. Похоронен на Троекуровском кладбище в Москве.

## Награды
- Орден Отечественной войны 1-й степени (11 марта 1985)
- Орден Октябрьской Революции (26 апреля 1971)
- Орден Ленина (20 апреля 1953)
- Орден Красного Знамени (30 апреля 1947)
- Орден Богдана Хмельницкого 2-й степени (6 апреля 1945)
- Орден Красной Звезды (3 ноября 1944)
- Орден Кутузова 2-й степени (22 июля 1944)
- Орден Суворова 2-й степени (30 августа 1943)
- Орден Отечественной войны 1-й степени (22 февраля 1943)
- Орден Красного Знамени (15 января 1940)
- Герой Советского Союза (14 ноября 1938) — за образцовое выполнение специальных заданий Правительства по укреплению оборонной мощи Советского Союза и за проявленное геройство
- Орден Ленина (14 ноября 1938) — за образцовое выполнение специальных заданий Правительства по укреплению оборонной мощи Советского Союза и за проявленное геройство
- Орден Красного Знамени (8 марта 1938)
- Орден Облаков и Знамени 4-й степени (Китайская Республика, 1938)
- Орден Красной Звезды (25 мая 1936)
- Орден Красного Знамени (Монголия)
- Медаль «Китайско-советская дружба» (КНР)
- Медали

## Воинские звания
- капитан (10.03.1936);
- полковник (26.09.1938)[4];
- комбриг (4.05.1940);
- генерал-майор авиации (4.06.1940);
- генерал-лейтенант авиации (30.04.1943).

## Память
В посёлке Чкаловский (в черте города Щёлково Московской области) на доме (улица Ленина, дом 1), в котором в 1950—1959 годах жил А. С. Благовещенский, установлена мемориальная доска.
В Бресте, в микрорайоне ЮЗМР 2 находится улица Генерала Благовещенского.